# Исаметово (Илишевский район)
Исаме́тово (баш. Исәмәт) — село в Илишевском районе Башкортостана, административный центр Исаметовского сельсовета.

## История
Село было основано в конце XVII века башкирами Булярской волости Казанской даруги на собственных вотчинных землях.

## Население
| 1799 | 1850 | 1859 | 1897  | 1920  | 1939  | 1959 |
| ---- | ---- | ---- | ----- | ----- | ----- | ---- |
| 73   | ↗149 | ↗186 | ↗1127 | ↗1639 | ↘1480 | ↘973 |
| 1989 | 2002 | 2009 | 2010  |       |       |      |
| ↘826 | ↘811 | ↘744 | ↘728  |       |       |      |

Национальный состав
Согласно переписи 2002 года, преобладающая национальность — башкиры (79 %).

## Географическое положение
Расстояние до:
- районного центра (Верхнеяркеево): 17 км,
- ближайшей ж/д станции (Нефтекамск): 104 км.

## Известные уроженцы
- Нурлыгаянов, Разит Баязитович (род. 29 января 1961) — агроном. Доктор сельскохозяйственных наук (2003).
- Фатихов, Халит Шайхович (род. 1958, Исаметово) — баянист, артист Башкирской филармонии, народный артист РБ.